# Adolf Remane
Adolf Remane (* 10. August 1898 in Krotoschin, Provinz Posen; † 22. Dezember 1976 in Plön) war ein deutscher Zoologe.

## Leben
Adolf Remane war der Sohn eines Zeichenlehrers und einer Handarbeitslehrerin. Nach dem Abitur am Königlichen Wilhelms-Gymnasium Krotoschin (1916) meldete er sich als Freiwilliger. Bis 1918 war er an der Westfront in Frankreich eingesetzt. Danach studierte er an der Friedrich-Wilhelms-Universität zu Berlin Biologie, Anthropologie, Paläontologie und Ethnologie. 1921 wurde er mit einer morphologischen Doktorarbeit promoviert. Ab 1923 war er Assistent am Zoologischen Institut der Christian-Albrechts-Universität zu Kiel. 1929 wurde er dort 1929 zum außerordentlichen Professor ernannt wurde. 1934 wurde er als ordentlicher Professor und Direktor des Zoologischen Instituts der Martin-Luther-Universität Halle-Wittenberg berufen. 1936 übernahm er die Leitung des Zoologischen Instituts und Museums in Kiel, von wo aus er 1937 das Institut für Meereskunde in Kitzeberg an der Kieler Förde gründete. Am 10. Juli 1937 beantragte er die Aufnahme in die NSDAP und wurde rückwirkend zum 1. Mai desselben Jahres aufgenommen (Mitgliedsnummer 5.098.559). Er wurde in den Vorstand der Deutschen Zoologischen Gesellschaft berufen. 1942 unterzeichnete er einen Brief des Vorstands der Zoologischen Gesellschaft an die Reichskanzlei, in dem alle nationalsozialistischen Maßnahmen gegen das Judentum ausdrücklich befürwortet wurden.
In der Nachkriegszeit wurde Remane von der englischen Besatzungsmacht interniert und der Veröffentlichung rassenpolitischer Schriften beschuldigt. Da sich seine betreffenden Publikationen aber nur mit der zoologischen Systematik befasst hatten (in der der Begriff der Rasse damals noch üblich war), übertrug man ihm 1947 wieder die Leitung des Zoologischen Instituts und Museums in Kiel. Er hatte sie bis zu seiner Emeritierung 1966 inne. 1963/64 war Remane erneut Präsident der Deutschen Zoologischen Gesellschaft.
Adolf Remane hatte zwei Söhne: den Entomologen Reinhard Remane (1929–2009) und den Geologen und Paläontologen Jürgen Remane (1934–2004).

## Werk
Remane gilt als einer der bedeutendsten deutschen Zoologen des 20. Jahrhunderts. Schwerpunkte seiner Forschung waren die zoologische Systematik, die Meereskunde und die Zoologie und Paläontologie der Primaten. Hinzu kamen theoretische Arbeiten zur Phylogenetik und zur vergleichenden Anatomie, wo er die noch heute gültigen Homologiekriterien entwickelte. Mit Volker Storch und Ulrich Welsch verfasste er die Standardwerke Kurzes Lehrbuch der Zoologie (1972) und Systematische Zoologie (1976), von denen seine Koautoren bis in die jüngste Zeit viele Neuauflagen herausbrachten.

## Mitgliedschaften
- Deutsche Akademie der Naturforscher Leopoldina (1935)
- Akademie der Wissenschaften und der Literatur, Mainz (1949)
- Finnische Wissenschaftliche Gesellschaft  (1956)
- Königlich Schwedische Akademie der Wissenschaften (1960)

## Schriften (Auswahl)
- Die Gemeinschaft als Lebensform in der Natur. Rede gehalten in der Sitzung am 19. Februar 1938. Wachholtz, Neumünster 1939 (Schriften der Wissenschaftlichen Akademie des NSD Dozentenbundes der Christian-Albrechts-Universität; 4).
- Das biologische Weltbild im Wandel der Zeiten. In: Kieler Blätter. Bd. 1 (1942), Heft 2, S. 73–85.
- Die Grundlagen des natürlichen Systems, der vergleichenden Anatomie und der Phylogenetik. Geest & Portig K.-G., Leipzig 1952, (und weitere Auflagen).
- Das soziale Leben der Tiere (= Rowohlts deutsche Enzyklopädie. 97). Rowohlt, Hamburg 1960.
- mit Volker Storch, Ulrich Welsch: Kurzes Lehrbuch der Zoologie. G. Fischer, Stuttgart 1972, ISBN 3-437-20094-1 (und weitere Auflagen).
- mit Volker Storch, Ulrich Welsch: Systematische Zoologie. Stämme des Tierreichs. G. Fischer, Stuttgart 1976, ISBN 3-437-20150-6.